# 磯光站
磯光站（日语：／ Isomitsu eki */?）是位於福岡縣鞍手郡宮田町（現時：宮若市）大字鶴田，九州旅客鐵道（JR九州）宮田線的鐵路車站（廢站）。

## 歷史
- 1908年（明治41年）3月28日：官設鐵道（後來為國鐵筑豐本線）勝野站至菅牟田站（第一代）之間的貨物支線開業。同日，於設施的分岔點設置菅牟田分岐點[1]。
- 1910年（明治43年）10月15日：改名為鶴田信號場[1]。
- 1911年（明治44年）
  - 2月1日：再改名為菅牟田分岐點[1]。
  - 5月13日：勝野站至菅牟田站（第一代）之間廢除，菅牟田分岐點被廢除[1]。
- 1912年（明治45年）7月21日：隨著國鐵桐野線（後來名為宮田線）勝野站至桐野站（後來為筑前宮田站）之間開設客運業務。於桐野線和連接菅牟田站（第二代）的貨物支線的分支點處新設磯光站[1]。當時只有客運業務[1]。
- 1919年（大正8年）8月1日：開設貨運和行李起卸業務[1]。成為一般車站[1]。
- 1974年（昭和49年）3月5日：結束貨運業務[1]。
- 1977年（昭和52年）7月1日：此站至菅牟田站（第二代）之間的貨物支線被廢除[1]。
- 1984年（昭和59年）2月1日：結束行李起卸業務[1]。同時成為無人車站[3][4]。
- 1987年（昭和62年）4月1日：因國鐵分割民營化，此站成為九州旅客鐵道的車站[1]。
- 1989年（平成元年）12月23日：隨著宮田線全線廢除，此站也被廢除[1]。

## 車站構造
此站為地面車站，設有1面1線的單式月台。此站為無人車站。此站曾經設有裝載煤炭的側線和料斗。

## 相鄰車站
九州旅客鐵道（JR九州）
宮田線
勝野－磯光－筑前宮田
日本國有鐵道
宮田線
磯光－（貨）新菅牟田

## 注腳
1. 1 2 3 4 5 6 7 8 9 10 11 12 13 14 15 16 17  石野哲 (编).  初版. JTB. 1998-10-01: 797-798. ISBN 978-4-533-02980-6 （日语）.
2. 1 2  西崎さいき. . 伊卡洛斯出版（日语：イカロス出版）. 2018-04-25: 174. ISBN 978-4-8022-0494-1 （日语）.
3. 1 2  . 交通新聞 (交通協力会). 1984-01-24: 1 （日语）.
4. ↑  . 鐵道公報號外 (日本國有鐵道總裁室文書課). 1984-01-30: 32 （日语）.

## 相關項目
- 日本鐵路車站列表 I